# Pauli Jaks
Pauli Jaks (* 25. Januar 1972 in Schaffhausen) ist ein ehemaliger Schweizer Eishockeytorhüter und derzeitiger -trainer. Während seiner aktiven Karriere spielte er für den HC Ambrì-Piotta, die SCL Tigers und Genève-Servette HC in der Schweizer Nationalliga A. Am 29. Januar 1995 schrieb Jaks Schweizer Eishockeygeschichte, als er als erster in der Schweiz ausgebildeter Spieler zu einem Einsatz in der nordamerikanischen National Hockey League kam. Seit der Beendigung seiner Karriere ist er als Torhütertrainer für die Jugendmannschaften der Swiss Ice Hockey Federation und des HC Sierre aus der National League B tätig. Sein älterer Bruder Peter war ebenfalls professioneller Eishockeyspieler und über viele Jahre beim HC Ambrì-Piotta tätig.

## Karriere

### Vereine
Nachdem Jaks die Jugendabteilung des HC Ambrì-Piotta durchlaufen hatte, spielte er ab der Saison 1989/90 beim HC Ambrì-Piotta in der Nationalliga A, zunächst als Ersatzmann von Brian Daccord, ab der Spielzeit 1990/91 dann als Stammkeeper. Nach überragenden Leistungen bei der Junioren-Weltmeisterschaft 1991 in Kanada waren auch die Scouts der National Hockey League auf den Schweizer Torhüter aufmerksam geworden, der in seinem Spielstil seinem Vorbild Patrick Roy nacheiferte. So wählten ihn die Los Angeles Kings im NHL Entry Draft 1991 in der fünften Runde an 108. Position aus. Jaks blieb allerdings noch zwei weitere Jahre in Ambrì und wurde im Frühjahr 1992 als bester Torhüter der NLA-Saison ausgezeichnet, ehe er nach Nordamerika wechselte.
In seiner ersten Spielzeit dort setzten ihn die Kings in ihrem Farmteam, den Phoenix Roadrunners, in der International Hockey League ein, wo er sich den Torhüterposten mit Rick Knickle und David Goverde teilte. In der folgenden Spielzeit verminderten sich seine Eiszeiten hinter Byron Dafoe und Mike O’Neill erheblich. Allerdings schrieb Jaks am 29. Januar 1995 Schweizer Eishockeygeschichte, als er als erster in der Schweiz ausgebildeter Spieler zu einem Einsatz in der National Hockey League kam. Im Dress der Los Angeles Kings ersetzte er gegen die Chicago Blackhawks nach der ersten Drittelpause Jamie Storr zwischen den Pfosten und spielte 40 Minuten im Tor. Dabei musste er zwei Gegentreffer hinnehmen.
Es blieb jedoch bis zum Saisonende bei diesem einen Einsatz, und so kehrte Jaks im Sommer 1995 in die Schweiz zum HC Ambrì-Piotta zurück. Dort avancierte er auf Anhieb wieder zum Stammtorhüter und schaffte den Sprung in die Schweizer Nationalmannschaft. Insgesamt blieb der Torhüter bis zum Sommer 2004 in Ambrì. Er durchlebte mit dem Klub in den Jahren 1998 und 1999 die erfolgreichste Zeit desselbigen in der jüngeren Geschichte, als zweimal der Gewinn des IIHF Continental Cup und die Schweizer Vizemeisterschaft gefeiert werden konnte. Zudem krönte sich das Team im August 1999 durch den Gewinn des IIHF Super Cup zur erfolgreichsten Klubmannschaft Europas.
Im Sommer 2004 wagte Jaks den erneuten Wechsel ins Ausland und wurde vom amtierenden russischen Meister HK Awangard Omsk aus der Superliga unter Vertrag genommen. Hinter dem Kanadier Norm Maracle und dem Russen Maxim Sokolow war Jaks dritter Torhüter, woraufhin er den Klub nach nur acht Einsätzen in der Superliga und einem in der drittklassigen Perwaja Liga wieder verliess und in die Schweiz zurückkehrte. Da der Ambri-Piotta aber keinen Bedarf an einem Torhüter hatte, schloss sich Jaks den SCL Tigers an, denen er in den Play-downs zum Verbleib in der NLA verhalf. Seine letzte Profisaison verbrachte er beim Forward Morges HC in der Nationalliga B.
Nach der Beendigung seiner aktiven Karriere widmete sich Jaks gezielt der Nachwuchsförderung und war ab 2006 als Torhütertrainer für die Jugendmannschaften der Swiss Ice Hockey Federation sowie zwischen 2009 und 2012 des Profiklubs HC Sierre aus der National League B tätig.
Seit 2013 gehört er dem Trainerstab des HC Ambrì-Piotta an.

### Nationalmannschaften
Jaks spielte erstmals bei der Junioren-Europameisterschaft 1990 für die Schweiz. Weitere Auftritte im Juniorenbereich hatte er bei den Junioren-Weltmeisterschaften 1991 und 1992. Seine Leistungen im Jahr 1991, als Jaks den Aufsteiger vor dem erneuten Abstieg rettete, wurden mit der Ernennung zum besten Torhüter des Turniers und der Wahl ins All-Star-Team prämiert. Ein Jahr später gelang es ihm nicht, den Abstieg in die B-Gruppe zu verhindern.
Im Seniorenbereich hatte Jaks seinen einzigen Auftritt im Rahmen der B-Weltmeisterschaft 1996, als die Schweiz wieder in die A-Gruppe aufstieg. Bei den Weltmeisterschaften 1999 und 2000 fungierte er als Ersatzmann und blieb jeweils ohne Einsätze. Insgesamt bestritt der Keeper 38 Länderspiele für die Schweizer Nationalmannschaft.

## Erfolge und Auszeichnungen

### HC Ambri-Piotta
- 1992 Bester Torhüter der Nationalliga A
- 1998 IIHF-Continental-Cup-Gewinn mit dem HC Ambrì-Piotta
- 1999 IIHF-Continental-Cup-Gewinn mit dem HC Ambrì-Piotta
- 1999 Schweizer Vizemeister mit dem HC Ambrì-Piotta
- 1999 IIHF-Super-Cup-Gewinn mit dem HC Ambrì-Piotta

### Nationalmannschaften
- 1991 Bester Torhüter der U20-Junioren-Weltmeisterschaft
- 1991 All-Star-Team der U20-Junioren-Weltmeisterschaft
- 1996 Aufstieg in die A-Gruppe bei der B-Weltmeisterschaft

## Karrierestatistik

### International
Vertrat die Schweiz bei:
| - U18-Junioren-Europameisterschaft 1990 - U20-Junioren-Weltmeisterschaft 1991 - U20-Junioren-Weltmeisterschaft 1992 | - B-Weltmeisterschaft 1996 - Weltmeisterschaft 1999 - Weltmeisterschaft 2000 |

(Legende zur Torhüterstatistik: GP oder Sp = Spiele insgesamt; W oder S = Siege; L oder N = Niederlagen; T oder U oder OT = Unentschieden oder Overtime- bzw. Shootout-Niederlage; Min. = Minuten; SOG oder SaT = Schüsse aufs Tor; GA oder GT = Gegentore; SO = Shutouts; GAA oder GTS = Gegentorschnitt; Sv% oder SVS% = Fangquote; EN = Empty Net Goal; 1 Play-downs/Relegation; Kursiv: Statistik nicht vollständig)